# Schurftmijt
De schurftmijt (Acarus scabiei of verouderd Sarcoptes scabiei) is een mijt die verantwoordelijk is voor de huidaandoening schurft bij de mens.

## Ziektebeeld
De ziekte schurft, die in het westen door verbeterde hygiëne zeldzaam is geworden, kan worden overgebracht door kleding en beddengoed maar vooral door seksueel contact.
De schurftmijt is met het blote oog nauwelijks zichtbaar, maar de gang die het dier in de huid graaft is zichtbaar als een wit streepje tot enkele millimeters lang. Bij deze gangetjes maar ook elders op de huid ontstaan rode bultjes als uiting van een allergische reactie op de mijt. Dit gaat gepaard met een hevige permanente jeuk, welke vooral in de nacht hevig kan worden, en waardoor patiënten zich soms tot bloedens toe gaan krabben.